# Viewフォント
Viewフォント（ビューフォント）は、株式会社モリサワが販売していたフォント。Windows用ATMフォントであり、Windows環境から同社のMacintosh用PostScriptフォントを仮想的に使用できる機能をもっていた。

## 背景
DTPにおいてはMacintoshが標準であり、日本語PostScript (PS) フォントの市場ではモリサワがデファクトスタンダードの座を占めていた。そのような事情からDTPの現場では同社のフォントを使用せざるを得ずWindowsシステムでの需要も多かったが、WindowsではTrueTypeの使用がメインであったためそのまま移植するのは困難であった。

## 概要
Viewフォントは、そういった需要に応えるために、Windows向けのATMフォントとして開発された。販売開始は1999年10月14日。同社のNew-CIDフォントと同一のフォント名を持っているため、プリンタで置き換えての出力が可能という仕様になっている。これにより、Windows機の画面上でリュウミンや新ゴなどの書体を正しい字形で確認し、それらのフォントが搭載されたPostScriptプリンタから出力することができるようになり、Windows DTPの一角を担うこととなった。Adobe Font Metricsを用いた仮想フォント環境と似ているが、いくつかの点で異なる。

## 仕様
パッケージは、後述の26書体セットのみ。当時の価格は、「シングルユーザーライセンスパッケージ」（1台のPCで使用可能）が15,000円、「10ユーザーライセンスパッケージ」が100,000円。Adobe Type Manager(ATM)3.2J以上が必要。これを用いてフォント管理を行っていた。なお、パッケージにATM3.2Jは同梱。
長所
1. 正しい字形で確認できること＝WYSIWYGの実現。
2. それに基づき、適切な手動詰め(Adobe Font Metricsを参照)が行える。

短所
1. 詰め情報を持っていない＝自動詰めができない。
2. 英数字などに関して、MacintoshのPSフォントと互換性がない。

※Viewフォントの文字セットは90ms-RKSJ-Hと90ms-RKSJ-V、対してMacintosh版PSフォントは83pv-RKSJ-Hであったため、別OSに組版データを移動する場合にはフォントの置き換え作業が必要だった。
その他注意点
1. Windows 95/98に対応しているが、2000/XPをサポートしていない。これはOpenTypeフォントで対応。
2. プリンタ側がOCFフォントの場合、置換せずにViewフォントがそのまま出力される。
3. Viewフォント自体はあくまでも「画面上で確認し、フォント指定を行うため」だけの製品なので、50ドット相当の文字精度になっており、プリントアウトやアウトライン抽出（いちおう行える）をおこなうと、かなり粗い品質となる。

なお、モリサワ全体としてOpenTypeフォントへの移行の流れを進めており、同仕様フォントへの低価格でのアップグレードキャンペーンを実施したのち、2002年12月31日、販売を終了。正式サポートも2003年7月31日に終了した。

## セット内容
- リュウミン-L R M B H U
- 中ゴシックBBB
- 新ゴ-L R M B U
- じゅん-101 34 501
- 太ミンA101
- 見出しミンMA31
- 太ゴB101
- 見出しゴMB31
- ゴシックMB101-B H U
- 教科書ICA-L R M
- 新正楷書CBSK1

## 関連記事
- モリサワ
- DTP
- フォント
- ATMフォント
- Adobe Font Metrics